# Kirklees
Kirklees är ett storstadsdistrikt (kommun) i grevskapet West Yorkshire i England,  Storbritannien. Distriktet har 437 593 invånare (2022).
Huvudort är Huddersfield. Övriga större orter är  Batley, Cleckheaton, Dewsbury,  Heckmondwike, Honley, Liversedge och Mirfield.
Större delen av distriktet är unparished area, den är inte indelad i civil parishes.  Några mindre samhällen inom distriktet har en civil parish: Denby Dale, Holme Valley,  Kirkburton, Meltham och Mirfield.